# بنژمن داربله
بنژمن داربله (فرانسوی: Benjamin Darbelet‎؛ زادهٔ ۱۳ نوامبر ۱۹۸۰) جودوکار اهل فرانسه است.